# Diócesis de Saint Catharines
La diócesis de Saint Catharines (en latín: Dioecesis Sanctae Catharinae in Ontario y en inglés: Roman Catholic Diocese of Saint Catharines) es una circunscripción eclesiástica latina de la Iglesia católica en Canadá, sufragánea de la arquidiócesis de Toronto. La diócesis tiene al obispo Gerard Paul Bergie como su ordinario desde el 14 de septiembre de 2010.

## Territorio y organización
La diócesis tiene 3158 km² y extiende su jurisdicción sobre los fieles católicos de rito latino residentes en la provincia de Ontario en la península de Niágara y comprende la región de Niágara (los antiguos condados de Lincoln y de Welland) y toda la zona del antiguo condado de Haldimand (actualmente, la mitad oriental de la región de Haldimand-Norfolk).
La sede de la diócesis se encuentra en la ciudad de Saint Catharines, en donde se halla la Catedral de Santa Catalina de Alejandría.
En 2020 en la diócesis existían 45 parroquias.

## Historia
La diócesis fue erigida el 22 de noviembre de 1958 con la bula Qui Deo volente del papa Juan XXIII, obteniendo el territorio de la diócesis de Hamilton y de la arquidiócesis de Toronto.

## Estadísticas
De acuerdo al Anuario Pontificio 2021 la diócesis tenía a fines de 2020 un total de 183 600 fieles bautizados.
| Año                                                                             | Población            | Población | Población      | Sacerdotes | Sacerdotes    | Sacerdotes    | Bautizados por sacerdote | Diáconos permanentes | Religiosos | Religiosos | Parroquias |
| Año                                                                             | Bautizados católicos | Total     | % de católicos | Total      | Clero secular | Clero regular | Bautizados por sacerdote | Diáconos permanentes | Varones    | Mujeres    | Parroquias |
| ------------------------------------------------------------------------------- | -------------------- | --------- | -------------- | ---------- | ------------- | ------------- | ------------------------ | -------------------- | ---------- | ---------- | ---------- |
| 1966                                                                            | 93 893               | 319 612   | 29.4           | 112        | 59            | 53            | 838                      |                      | 128        | 197        | 41         |
| 1970                                                                            | 93 893               | 379 612   | 24.7           | 99         | 58            | 41            | 948                      |                      | 49         | 166        | 47         |
| 1976                                                                            | 93 893               | 380 000   | 24.7           | 88         | 52            | 36            | 1066                     |                      | 41         | 91         | 42         |
| 1980                                                                            | 100 000              | 395 300   | 25.3           | 90         | 52            | 38            | 1111                     |                      | 42         | 82         | 43         |
| 1990                                                                            | 132 000              | 411 000   | 32.1           | 94         | 59            | 35            | 1404                     |                      | 38         | 75         | 47         |
| 1999                                                                            | 148 850              | 440 000   | 33.8           | 87         | 56            | 31            | 1710                     | 2                    | 37         | 65         | 46         |
| 2000                                                                            | 148 850              | 440 000   | 33.8           | 87         | 54            | 33            | 1710                     | 1                    | 38         | 57         | 46         |
| 2001                                                                            | 148 850              | 440 000   | 33.8           | 88         | 54            | 34            | 1691                     | 1                    | 39         | 48         | 46         |
| 2002                                                                            | 148 850              | 440 000   | 33.8           | 95         | 55            | 40            | 1566                     | 1                    | 44         | 46         | 45         |
| 2003                                                                            | 148 850              | 440 000   | 33.8           | 91         | 53            | 38            | 1635                     | 2                    | 42         | 48         | 46         |
| 2004                                                                            | 148 850              | 440 000   | 33.8           | 87         | 52            | 35            | 1710                     | 2                    | 40         | 42         | 46         |
| 2010                                                                            | 160 000              | 462 000   | 34.6           | 93         | 60            | 33            | 1720                     | 10                   | 36         | 33         | 46         |
| 2014                                                                            | 170 800              | 484 000   | 35.3           | 90         | 54            | 36            | 1897                     | 17                   | 39         | 29         | 46         |
| 2017                                                                            | 176 725              | 500 040   | 35.3           | 83         | 48            | 35            | 2129                     | 19                   | 37         | 32         | 45         |
| 2020                                                                            | 183 600              | 520 300   | 35.3           | 80         | 49            | 31            | 2295                     | 17                   | 32         | 31         | 45         |
| Fuente: Catholic-Hierarchy, que a su vez toma los datos del Anuario Pontificio. |                      |           |                |            |               |               |                          |                      |            |            |            |

## Episcopologio
- Thomas Joseph McCarthy † (9 de noviembre de 1958-7 de julio de 1978 renunció)
- Thomas Benjamin Fulton † (7 de julio de 1978-2 de febrero de 1994 retirado)
- John Aloysius O'Mara † (2 de febrero de 1994-9 de noviembre de 2001 retirado)
- James Matthew Wingle (9 de noviembre de 2001-7 de abril de 2010 renunció)
- Gerard Paul Bergie, desde el 14 de septiembre de 2010